# Xara Xtreme
Xara Xtreme est un logiciel de dessin vectoriel en deux dimensions, créé par l'entreprise britannique Xara. Il est réputé pour son affichage entièrement anticrénelé ainsi que sa gestion des dégradés et de la transparence alpha.
En octobre 2005, annoncé comme une nouvelle version de Xara X, Xara Xtreme est né. Simultanément, Xara a libéré partiellement les sources du logiciel – mises sous licence GPL – et a fait appel à l'aide communautaire pour le portage sous Linux et Mac OS X. Une version précompilée pour Microsoft Windows est disponible à la vente sur le site de l'éditeur.
La version pour Linux porte le nom de Xara Xtreme LX, ces deux dernières lettres signifiant simplement Linux. Cela explique que sous certaines distributions (par exemple Debian), le binaire porte le nom de xaralx. Pour développer les ports Linux et Mac OS X, Xara a décidé d'utiliser l'interface utilisateur wxWidgets.
Toutefois, l'opération de libération partielle de l'application se solde par un échec, suscitant peu d'enthousiasme chez les contributeurs potentiels, entre autres à cause de la non-libération de code vital à l'application et du souhait exprimé par Xara Group de ne pas voir l'application libre portée sous Windows.
En août 2007, Charles Moir confirme par un courriel sur la liste de diffusion xara-dev que plus personne ne travaille sur la version libre en interne, blâmant la communauté pour cet échec. 